# Apothechyla nigrina
Apothechyla nigrina là một loài ruồi trong họ Asilidae. Apothechyla nigrina được Ricardo miêu tả năm 1918.